# 西村絹
西村絹（日语：／ Nishimura Kinu，1969年—），卡普空公司出身，現在是自由身的日本插畫家、人物設計師、遊戲開發者。出身於兵庫縣。A型血。女性。

## 人物
西村說自己從小就很喜歡畫圖。國中1年級時受到湖川友謙繪製《戰鬥裝甲薩芬格爾》水彩風插圖的憧憬和影響，初中2年以「想要從事和畫畫相關的工作」為志向。因此國中畢業之後，進入高職選擇設計科系就讀。高職畢業後進入京都藝術短期大學藝術學部專攻日本畫。大學在學期間，西村受弟弟翻閱的遊戲雜誌《Gamest》（新聲社）、收錄了當時卡普空所屬插畫家安田朗畫的『街頭快打』和『魔劍』的插圖打動了西村，使她對開始遊戲業界產生興趣，並成為進入卡普空的契機。
1991年，西村從京都藝術短期大學畢業之後，正式前往卡普空上班。翌年1992年1月，她被調任至設計部門開始參加遊戲的開發與製作，並擔任過遊戲促銷海報的插圖繪製或者人物設計等。尤其『快打旋風』系列對西村來說是一部讓她印象深刻的作品。其筆名來自她祖母的名字。暱稱「絹老師」。

## 經歷
1991年
- 4月進入卡普空，被分配到街機製作部配件課[注 1]。
- 擔任街機動作遊戲『龍王』的怪獸角色插圖之設計。後在超級任天堂版發行的遊戲說明手冊中收錄。
- 擔任街機格鬥遊戲『摔跤霸王』登場角色拉奇・柯爾特（角色選擇畫面）的像素畫製作。也是她在卡普空的第一份工作[1]。

1992年
- 1月，調任至並隸屬設計室。
- 擔任街機射擊遊戲『VARTH（日语：VARTH）』的人物設定[注 2]。
- 擔任街機格鬥遊戲『快打旋風II DASH』的促銷用海報插圖之設計。
- 擔任街機格鬥遊戲『快打旋風II DASH Turbo』的視覺海報設計。後來在發行的超級任天堂版被採用作為封面插圖。

1993年
- 擔任街機格鬥遊戲『超級快打旋風II』的視覺海報設計。

1994年
- 擔任街機格鬥遊戲『超級快打旋風IIX』的促銷用海報插圖之設計。
- 擔任街機動作遊戲『POWERED GEAR（日语：パワードギア）』的人物設定。並首次獲得採用[注 3]。

1995年
- 繼續擔任『POWERED GEAR』的續篇『裝甲戰士（日语：サイバーボッツ）』的人物設定。首次擔任所有登場人物的設定。後來在發行的Sega Saturn版限定BOX同時附贈由西村畫的原創漫畫。

1996年
- 擔任街機動作遊戲『龍與地下城2』的人物設定、促銷用海報插圖之設計。

1997年
- 擔任街機格鬥遊戲『快打旋風III』的促銷用海報插圖之設計和遊戲中進行對話的插畫。並在《月刊Gamest MOOK（日语：ゲーメスト）》Vol.81「快打旋風III Fanbook」收錄與寺田克也（日语：寺田克也）進行的對談。
- 並在《Gamest World（日语：ゲーメストワールド）》Vol.24發表的單元［卡普空設計團隊／特別集中講座］擔任講師。

1998年
- 由西村原案企劃的戀愛遊戲『（暫名）』的內容為，即所謂女性向版的『心跳回憶』[2]。結果無疾而終。

1999年
- 於季刊《Comickers（日语：コミッカーズ）》夏季號收錄與多田由美（日语：多田由美）、皇名月進行的對談。

2000年
- 擔任圖版遊戲『蓋亞大富翁（日语：ガイアマスター）』的人物設定與登場角色的高像素製作。
- 首度跨出向外發展和別間遊戲公司合作，並發表和SNK的插畫家森氣樓（當時）等人共同繪製街機格鬥遊戲『CAPCOM VS. SNK MILLENNIUM FIGHT 2000（日语：カプコン バーサス エス・エヌ・ケイ ミレニアムファイト 2000）』的視覺海報。另外西村代表負責所有的SNK遊戲角色。

2002年
- 於任職期間首次向外參加日昇動畫的電視動畫『帝皇戰紀』。擔任紀因、可娜、米雅等登場角色之造型和服裝，以及促銷用海報插圖之設計。當時與中村嘉宏（日语：中村嘉宏）、吉田健一合宿執行設計之作業。
- 於角川書店發行的《月刊New Type》9月號至2003年2月號連載全6回的小說「OVERMAN KING GAINER」（著：富野由悠季）擔任小說插圖。

2003年
- 於東京、大阪、名古屋、廣島等4個會場開辦的快打旋風原畫展期間，與森氣樓、IKENO（日语：イケノ）、水戶椎土（日语：BENGUS）等卡普空設計團隊在大阪分會場進行個人的脫口秀，而西村本人僅以配音演出。同時在畫展活動發表版畫插圖『Girl-Fighting』和舉行同版畫插圖的販售。
- 於2003發表版畫『歷史之天使』。

2004年
- 獲得插畫家同時也是大學教授的井上直久之邀請下前往成安造形大學（日语：成安造形大学）進行特別演講。
- 於講談社輕小說《新本格魔法少女莉絲佳》（著：西尾維新）擔任人物設定、小說插圖，到目前為止已發行3冊。

2005年
- 由YAMATO社發行『卡普空公仔精選：西村絹』的角色公仔（分6種基本原創版&6種重繪版，總計12種）。
- 由MAX FACTORY發行『西村絹精選：GIRL-FIGHTING』的角色公仔（有春麗、櫻、倩咪（日语：キャミィ），總計3種）。

2006年
- 擔任街機動作遊戲『WAR OF THE GRAIL』的人物設定，後來開發中止。但在官方宣佈開發中止之前於《月刊ARCADIA（日语：月刊アルカディア）》雜誌上釋出人物插圖。
- 於Idea Factory發行的《混沌之戰 -CHAOS WARS-》擔任新繪海報插圖之繪製。內容為同名遊戲的製作公司Idea Factory、Atlus、阿魯傑（日语：ユニバーサルエンターテインメント）等多部遊戲角色集結的戰略角色扮演遊戲。

2007年
- 由MAX FACTORY發行「CAPCOM VS. SNK 2（日语：CAPCOM VS. SNK 2 MILLIONAIRE FIGHTING 2001）：不知火舞」的『西村絹精選』系列角色公仔。

2008年
- 離開任職長達17年的卡普空之後成為自由職業[3]。

2009年
- 於講談社BOX發行的《Finalist／M》（著：天原聖海）擔任插圖。隨著在《Pandora Vol.3（日语：パンドラ (文芸誌)）》發表的《Finalist／M》的前日談、《ANTIPAST／L》的後日談也擔任插圖。
- 於Spike製作，任天堂DS發行的掌上型遊戲『極限脫出 9小時9人9扇門』擔任人物設定。
- 參加日昇動畫製作的全CG動畫『Ring of GUNDAM』之設計工作。

## 作品列表

### 卡普空時期

#### 社內參加
1992年
- 快打旋風II DASH：促銷用海報插圖
- VARTH（日语：VARTH）：促銷用海報插圖
- 快打旋風II DASH Turbo：促銷用海報插圖

1993年
- 摔跤霸王：角色選擇畫面的像素畫製作
- 超級快打旋風II：視覺海報插圖

1994年
- 超級快打旋風IIX：促銷用海報插圖
- POWERED GEAR（日语：パワードギア）：人物設定、促銷用海報插圖

1995年
- 裝甲戰士（日语：サイバーボッツ）：人物設定、促銷用海報插圖

1996年
- 龍與地下城2：人物設定、促銷用海報插圖

1997年
- 快打旋風III：視覺海報插圖、促銷用海報插圖、遊戲中進行對話的原畫
- 快打旋風III 二度衝擊：視覺海報插圖、促銷用海報插圖、遊戲中進行對話的原畫

1999年
- 快打旋風III 雙重衝擊：視覺海報插圖

2000年
- 超剛戰紀機界王（日语：超鋼戦紀キカイオー）：早乙女仁的遊戲中進行對話的原畫
- 蓋亞大富翁（日语：ガイアマスター）：人物設定、視覺海報插圖、促銷用海報插圖
- CAPCOM VS. SNK MILLENNIUM FIGHT 2000（日语：カプコン バーサス エス・エヌ・ケイ ミレニアムファイト 2000）：視覺海報插圖、促銷用海報插圖
- 神槍機兵（日语：ガンスパイク）：人物設定、促銷用海報插圖
- Studio BentStuff《ALL ABOUT卡普空對戰格鬥1987‐2000》：封面插圖

2001年
- CAPCOM VS. SNK 2 MILLIONAIRE FIGHTING 2001（日语：CAPCOM VS. SNK 2 MILLIONAIRE FIGHTING 2001）：促銷用海報插圖
- enterbrain《Capcom Design Works －－》：封面插圖

2003年
- Girl-Fighting：版畫插圖

2004年
- 魔域幽靈編年史：渾沌之塔：封面插圖

2006年
- WAR OF THE GRAIL：人物設定、促銷用海報插圖 ※後開發中止。
- enterbrain《月刊ARCADIA（日语：月刊アルカディア）》2006年4月號－WAR of the GRAIL：封面插圖

2007年
- 魔域幽靈 Graphics File：封面插圖

2008年
- enterbrain《週刊Fami通》No.1006：封面插圖／1000號特別紀念的封面插圖企劃第8彈
- 7-Eleven預約特典促銷卡『魔物獵人攜帶版2nd G』：新繪製的插圖
- enterbrain《月刊ARCADIA》2008年7月號－快打旋風IV 春麗：封面插圖
- enterbrain《月刊ARCADIA》2008年9月號－快打旋風IV 薇帕：封面插圖

#### 社外參加
2002年
- 日昇動畫的電視動畫『帝皇戰紀』：人物造型和服裝設定、促銷用海報插圖

2003年
- Toy's Works《歷史之天使》：版畫
- 角川書店《GUNDAM ACE特別號》5月號增刊－阿姆羅／白色基地裝：封面折頁插圖

2004年
- 講談社MOOK《Faust》Vol.3：封面插圖
- 講談社MOOK《Faust Vol.4》：封面插圖
- 講談社輕小說《新本格魔法少女莉絲佳1》：人物設定、小說插圖
- 角川書店《特攝Ace（日语：特撮エース） No.005》－救急戰隊GOGOV：pinup用插圖

2005年
- 講談社輕小說《新本格魔法少女莉絲佳2》：人物設定、小說插圖

2006年
- Idea Factory製作『混沌之戰 -CHAOS WARS-』：新繪製的海報插圖

2007年
- 講談社輕小說《新本格魔法少女莉絲佳3》：人物設定、小說插圖

2008年
- SB創意《Gemaga》2008年10月號－Fate/Tiger colosseum Upper：特別收錄新繪製的漫畫短篇及插圖

### 自由身時期
2009年
- 講談社BOX《Finalist／M》：人物設定、小說插圖
- 日昇動畫的全CG動畫『Ring of GUNDAM』：設定
- Spike製作『極限脫出 9小時9人9扇門』：人物設定

2010年
- 國立青少年教育振興機構（日语：国立青少年教育振興機構）：宣傳海報插圖
- 電視動畫『荒川爆笑團 (第2期)』：第8話片尾插圖
- 電視動畫『輪迴的拉格朗日』：第9話片尾插圖

2012年
- CHUNSOFT製作『極限逃脫ADV 好人不長命』：人物設定
- Agatsuma Entertainment（日语：アガツマ・エンタテインメント）製作『公主密碼』：人物設定
- 任天堂製作『火焰之紋章 覺醒』：DLC分鏡、異界的插圖

2014年
- 電視動畫『鋼彈G Reconquista』：設計工作

2015年
- 任天堂製作『火焰之紋章英雄百歌』：插圖[4]

2016年
- 任天堂製作『戰略紙牌：起義』：人物設定

2018年
- 電視動畫『天狼 Sirius the Jaeger』：人物原案

2020年
- Sega『戰國大戰TCG雙4彈』：「歸蝶」插圖
- 電視動畫『Assault Lily BOUQUET』：第4話片尾插圖

## 相關項目
- 卡普空
- 快打旋風系列
- 安田朗
- BENGUS（日语：BENGUS）

## 外部連結
- 西村絹的X（前Twitter） （日語）
- （日語）
- 蓋亞大富翁－卡普空的官方網站 （日語）
- 西村絹／森氣樓（页面存档备份，存于） （日語）－「SNK vs. CAPCOM」的官方網站（2000年3月23日的檔案館）
- （日語）